# Little Girl (Syndicate of Sound)
Little Girl is een nummer van de Amerikaanse rockgroep The Syndicate of Sound uit 1966.
Na het winnen van een "Battle of the Bands"-wedstrijd in noord-Californië in 1965 kreeg The Syndicate of Sound de kans een single op te nemen. Dat werd het nummer "Prepare For Love" maar deze werd niet succesvol. Bandleden Don Baskin en Bob Gonzales schreven vervolgens "Little Girl" welke begin 1966 door het label Hush Records op single werd uitgebracht. en begin 1966 werd uitgebracht. In eerste instantie kreeg het nummer alleen bekendheid in de regio, maar nadat label Bell Records het landelijk uitbracht, en de band een contract voor een album aanbood, werd de single wel succesvol. Het bereikte de achtste plek in de Billboard Hot 100 en plek 19 in de Nederlandse Top 40.

## NPO Radio 2 Top 2000
| Nummer met noteringen in de NPO Radio 2 Top 2000 | '99  | '00  | '01 | '02  | '03 | '04  |
| ------------------------------------------------ | ---- | ---- | --- | ---- | --- | ---- |
| Little Girl                                      | 1761 | 1335 | -   | 1571 | -   | 1668 |

1. ↑  Een '-' betekent dat het nummer niet was genoteerd en een vetgedrukt getal geeft de hoogste notering aan.
2. ↑  Deze tabel is bijgewerkt tot en met de laatste editie (2024).